# Lieping Chen
Lieping Chen (* 1957) ist ein chinesisch-amerikanischer Immunologe und Krebsforscher.

## Leben und  Wirken
Chen schloss 1982 an der Medizinischen Universität Fujian sein Medizinstudium ab, seine Facharztausbildung in Hämatologie und Onkologie absolvierte er am Union-Krankenhaus in Fujian und am Krankenhaus der Medizinischen Union-Universität Peking. Am Drexel University College of Medicine der Drexel University erwarb Chen 1989 einen Ph.D., als Postdoktorand arbeitete er an der University of Washington, bevor er 1990 in die Industrie zu Bristol-Myers Squibb wechselte.
1997 erhielt Chen eine Professur für Immunologie an der Mayo Clinic. 2004 wechselte er an die Johns Hopkins University, wo er bis 2011 blieb. Er hat heute (Stand 2021) an der Yale University Professuren für Krebsforschung, Immunbiologie, Dermatologie und Innere Medizin inne und ist Co-Direktor des Programms für Krebsimmunologie am Yale Cancer Center in New Haven, Connecticut.
Chen ist vor allem für seine Beiträge zur Bedeutung des T-Zelloberflächenproteins CD28 bekannt, zur Bedeutung des PD-1 (Programmed cell death protein 1) und seines Liganden PD-L1 für die Krebsabwehr und zur Behandlung von Krebserkrankungen mittels Hemmstoffen des PD-1/PD-L1-Stoffwechselwegs (darunter die Immuncheckpoint-Inhibitoren Nivolumab, Pembrolizumab und Atezolizumab).
Lieping Chen hat laut Datenbank Scopus einen h-Index von 102, laut Google Scholar einen von 119 (Stand Mai 2021).

## Auszeichnungen (Auswahl)
- 2014 William B. Coley Award des Cancer Research Institute[4]
- 2016 AAI-Steinman Award der American Association of Immunologists[5]
- 2017 Warren Alpert Foundation Prize[6]
- 2018 Mitglied der Academia Sinica[7]
- 2021 Mitglied der National Academy of Sciences[8]